# Nazionale femminile di pallacanestro del Sudafrica
La nazionale di pallacanestro femminile del Sudafrica (in afrikaans Suid-Afrikaanse nasionale vrouebasketbalspan; in inglese South Africa women’s national basketball team) è la rappresentativa cestistica del Sudafrica ed è posta sotto l'egida della Federazione cestistica del Sudafrica.

## Piazzamenti

### Campionati africani
- 1993 - 8°
- 1994 - 6°
- 2003 - 9°
- 2009 - 11°
- 2015 - 12°

## Formazioni

### Campionati africani
Campionato africano femminile di pallacanestro 19934 Leite, 5 E. Nkutshweu, 6 B. Masalesa, 7 Lezar, 8 Gomes, 9 Sekgona, 10 B. Hudson-Reed, 12 M. Da Silva, 13 Quintas, 14 Ashworth, 15 Palmer,        All. -
Campionato africano femminile di pallacanestro 19944 M. Da Silva, 5 N. Taylor, 6 B. Masalesa, 7 E. Coldrey, 8 B. Madi, 9 L. Guastella, 10 B. Hudson-Reed, 11 D. Swart, 12 M. Gouws, 13 E. Nkutshweu, 14 S. Masnanganye, 15 L. Nkutshweu,        All. -
Campionato africano femminile di pallacanestro 20034 Dhlamini, 5 Mothopeng, 6 Roth, 7 Mamabolo, 8 Vumazonke, 9 Modiselle, 10 Moutlwatse, 11 Tladi, 12 Shezi, 13 Mashao, 14 De Villiers, 15 Erasmus,        All. -
Campionato africano femminile di pallacanestro 20094 Gatywa, 5 Samuels, 6 Ledwaba, 7 Mtsweni, 8 Molantoa, 9 Modiselle, 10 Moutlwatse, 11 Molema, 12 Njokweni, 13 Khoabane, 14 Mokhati, 15 Sathula,        All. -
Campionato africano femminile di pallacanestro 20154 Mokoka, 5 Samuels, 6 Ndaba, 7 Bosega, 8 Mfamadi, 9 Mtsweni, 10 Moutlwatse, 11 Shabangu, 12 Njokweni, 13 Khoabane, 14 Ngobeni, 15 Gwangwa,        All. Kimathi Bulumko Toboti